# Ariadne Díaz
Ariadne Rosales Díaz (17. kolovoza, 1986. – Guadalajara, Meksiko) meksička je glumica, model i plesačica.

## Životopis
Ariadne je diplomirala na Centro de Eduación Artística (CEA).
2007. debitirala je u TV seriji Muchachitas como tú, gdje je interpretirala Leticiju Hernández Fernández. Nedugo zatim, utjelovljuje Florenciju Echevarriju de Belmonte u telenoveli Al diablo con los guapos.
2008. dobiva ulogu Aurore Sánchez Bravo Elizalde u meksičkoj telenoveli Odavde do vječnosti. Ta joj uloga otvara mnoga vrata u glumačkom svijetu, te 2010. dobiva prvu glavnu ulogu u telenoveli Llena de amor, novijoj verziji telenovele Mi gorda bella.

## Filmografija
| Godina        | Naslov                   | Uloga                            | Vrsta               |
| ------------- | ------------------------ | -------------------------------- | ------------------- |
| 2010.         | Llena de amor            | Marianela Ruiz y de Teresa Pavón | telenovela          |
| 2008. – 2009. | Odavde do vječnosti      | Aurora Sánchez Bravo Elizalde    | telenovela          |
| 2007.         | Al diablo con los guapos | Florencia Echevarria de Belmonte | telenovela          |
| 2007.         | Muchachitas como tú      | Leticia Hernández Fernández      | televizijska serija |
| 2007.         | RBD: La familia          | Uckerova djevojka                | televizijska serija |
| 2006.         | Energía extrema Sonric's | Ari                              | televizijska serija |